# Trastornos de la articulación temporomandibular

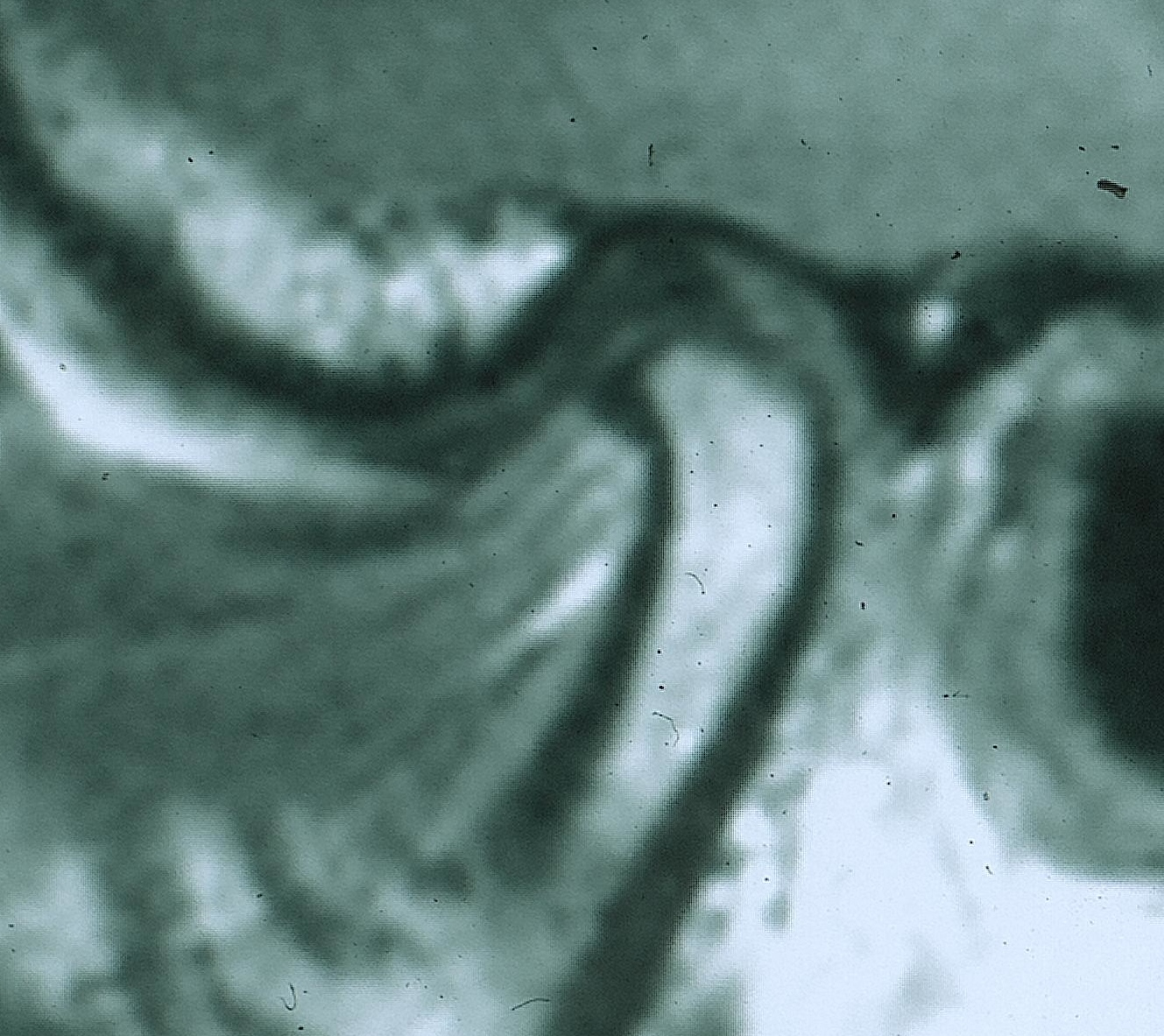
Resonancia magnética de la articulación temporo mandibular

Los trastornos de la articulación temporomandibular, también conocidos como disfunción temporomandibular o disfunción craneomandibular (DCM), son un conjunto de alteraciones relativas a la articulación temporomandibular y las estructuras anatómicas que la rodean, que son causa de dolor de cabeza (cefalea) y trastornos faciales dolorosos de diversa intensidad que afectan un porcentaje importante de la población. La Asociación Dental Americana prefiere el uso del término trastornos temporomandibulares, dado que muchos de estos trastornos no están originados en la articulación temporomandibular.
Estos trastornos se manifiestan habitualmente con dolor crónico de cabeza o de la cara. El dolor puede producirse al abrir o cerrar la boca y suele acrecentarse con el uso de la mandíbula (masticar, cantar, hablar). El origen del dolor puede ser alguna alteración en la estructura músculoesquelética de la articulación temporomandibular, dolor neuropático episódico (por ejemplo, neuralgia del trigémino) o continuo, y enfermedades neurovasculares como la migraña.

## Definición
La articulación temporomandibular puede ser afectada por enfermedades inflamatorias, traumáticas, infecciosas, congénitas, del desarrollo y neoplásicas; sin embargo, la causa más común corresponde a un grupo de trastornos funcionales que generan dolor, más frecuentemente en mujeres, y que se conoce como síndrome de «disfunción dolorosa de la articulación temporomandibular», «trastornos de la articulación temporomandibular» o simplemente «disfunción temporomandibular».
Este síndrome se define como un subconjunto de los problemas craneofaciales dolorosos, caracterizado por el compromiso de la articulación temporomandibular, los músculos de la masticación y las estructuras anatómicas asociadas. Los pacientes que lo padecen, se presentan comúnmente con dolor, movilidad mandibular alterada y sonidos en la articulación temporomandibular.

## Clasificación
Esta enfermedad, ha tenido numerosas clasificaciones, no obstante, en general se puede dividir en tres grupos: los trastornos relativos a la articulación temporomandibular (ATM); aquellos trastornos relativos a la musculatura adyacente, y los degenerativos.
Dentro de las agrupaciones mencionadas, la clasificación de la Academia Americana de Dolor Orofacial  (AAOP) es la más ampliamente aceptada:
- Trastornos musculares.
  - Mialgia local.
  - Dolor miofascial.
  - Mioespasmo.
  - Miositis.
  - Mialgia central.
  - Co-contracción muscular.
  - Contractura miofibrótica.
  - Fibromialgia.
- Alteraciones del complejo cóndilo-disco.
  - Desplazamiento discal con recaptación.
  - Desplazamiento discal sin recaptación.
  - Adherencia/adhesión.
- Luxación mandibular.
- Subluxación mandibular.
- Anquilosis de la ATM.
- Anomalías del crecimiento mandibular.
- Distonías oromandibulares.
- Artritis sistémicas.
- Trastornos dolorosos de la ATM.
  - Artralgia.
  - Artritis.
  - Osteoartritis.

### Compromiso articular temporomandibular
Entre los trastornos de la articulación temporomandibular está el Compromiso Articular Temporomandibular, descrito en España en el año 2008 que se diferencia del grupo de trastornos de la articulación temporomandibular, ya que la principal causa es extraarticular y no se genera dolor a la palpación de los componentes de la articulación temporomandibular. Diferentes cefaleas tales como la migraña o la cefalea tensional, cuadros de mareos o vértigos, síndrome de Meniere, neuralgia del trigémino, parálisis faciales periféricas o el síndrome de la boca ardiente (SBA)  se asocian con esta patología.

## Epidemiología
Los trastornos de la articulación temporomandibular afectan entre un 5 a 12 % de la población. Alrededor de un 25 % (16 a 59 %) de la población experimenta alguno de los síntomas de estos trastornos, sin embargo, sólo entre un 3 y un 7 % consulta por esta causa. Es la segunda causa de consulta por dolor musculoesquelético después del dolor lumbar. Es más frecuente en mujeres entre los 20 y 50 años. La relación mujer:hombre varía entre 2:1 a 8:1.

## Causas
La etiología de los trastornos de la articulación temporomandibular es multidimensional.  Hay factores biomecánicos, neuromusculares, biopsicosociales y neurobiológicos que influyen en su predisposición, iniciación, y agravamiento.

## Cuadro clínico
Las molestias o el dolor se localizan habitualmente en la mandíbula, la articulación temporomandibular y los músculos de la masticación.  Se asocia también con dolor del oído, sensación de oído tapado, tinnitus, mareos, dolor cervical y cefalea. Su curso puede ser agudo y autolimitado, o crónico y refractario a los tratamientos.
Las alteraciones de la articulación témporomandibular pueden ocasionar dolores de cabeza recurrentes que no responden al tratamiento habitual. Los síntomas típicos de estos trastornos mandibulares son el ruido articular ("chasquido"), la debilidad de músculos masticatorios, la limitación y disminución en la gama de movimientos de la mandíbula.
Síntomas:
- Dolor: en la cabeza, principalmente en las sienes y delante del oído,  y que se puede irradiar a la mandíbula, boca, garganta, nuca, cuello, hombros.
- Ruidos: articulares como chasquidos, crujidos; óticos como zumbidos, pitidos, dolor de oído.
- Funcionales: luxaciones mandibulares (quedarse con la boca abierta); bloqueos cerrados (no poder abrir la boca); dolor al masticar.
- Otros: dolor en la garganta.

## Diagnóstico
- Anamnesis del paciente.
- La exploración se basa en la medida del movimiento articular, en la evaluación de la función témporo-mandibular, y en la palpación de los músculos y de la articulación. Las mediciones se realizan entre los incisivos superiores e inferiores en la apertura y los movimientos laterales de la mandíbula.[8]

La palpación del músculo y de la articulación es necesaria para determinar tanto la condición muscular como articular, cuyas alteraciones, especialmente dolorosas, se presentan en el síndrome miofascial.
El dolor articular, la limitación en los movimientos y la debilidad articular son evidencia de la presencia del trastorno.

## Tratamiento
El tratamiento suele ser multidisciplinario.
- Equlibrado oclusal.[9]
- Férulas de descarga: existen dos tipos fundamentales aceptados por la AAOP, férula de estabilización mandibular y férula de adelantamiento mandibular.
- En luxaciones mandibulares, se utiliza la maniobra de Nelaton para reposicionar la articulación.
- Autocuidados mandibulares.
- Fisioterapia mandibular.
- Tratamiento farmacológico (analgésicos, ...).
- Infiltraciones en la ATM o en la zona cráneo-cervical:[10] Uso de sustancias regeneradoras de las articulaciones como el plasma rico en factores de crecimiento (PRGF-Endoret), anestésicos, corticoides, toxina botulínica (botox).
- Cirugía de la ATM: artrocentesis, artroscopia, ... La cirugía solo está indicada en casos extremos que no respondan a tratamiento conservador.
- Técnicas de relajación y psicoterapia.